# Amerie
Amerie Mi Marie Rogers, meglio nota semplicemente come Amerie (Fitchburg, 12 gennaio 1980), è una cantante, ballerina, attrice e modella statunitense, nata da padre afroamericano e madre coreana.

## Biografia

### 2001-2002:All I Have
Nel 2001 Amerie acquisisce popolarità grazie alla partecipazione nel pezzo Rule, canzone contenuta nell'album Stillmatic del rapper Nas. Rule fa da apripista alla carriera di Amerie. Infatti nel 2002 esce il suo primo album registrato in studio, All I Have, prodotto da Rich Harrison. Il primo singolo estratto è Why Don't We Fall in Love, che ottiene un grande airplay restando per settimane uno dei singoli più trasmessi dalle radio. Successivamente viene estratto dall'album il secondo singolo, Talkin' to Me, che ottiene un discreto successo. Intanto l'album vende 600 000 copie diventando disco d'oro in America. Sempre nel 2002 la cantante realizza una cover di un famoso brano di Diana Ross, I'm Coming Out, che sarà la colonna sonora del film Un amore a 5 stelle

### 2005:Touch
Nell'aprile del 2005 vede la luce il secondo album di Amerie, Touch, anticipato dal singolo di successo 1 Thing, che farà parte della colonna sonora del film con Will Smith ed Eva Mendes Hitch - Lui sì che capisce le donne. L'album arriva alla posizione numero 5 della classifica americana Billboard 200, diventando il primo vero successo della cantante, e ottenendo un buon successo anche in Europa. Il secondo singolo estratto dall'album è Touch, che si distingue dal primo per un sound afro-americano. A fine 2005 Amerie collabora con Ricky Martin e Fat Joe in I Don't Care, primo singolo tratto dall'album Life della pop star latina.

### 2007:Because I Love It
Il terzo album di Amerie è stato pubblicato nell'estate del 2007 negli Stati Uniti, ed è già stato pubblicato (14 maggio 2007) in Inghilterra. Il primo singolo estratto è Take Control. Quest'ultimo lavoro è stato prodotto da Bryan Michael Cox anziché Rich Harrison.

### 2008-2010:In Love & War
Nel 2008, dopo la sua deroga dalla Columbia Records, Ameriie firmò una nuova etichetta di produzione, attraverso il Gruppo di Musica Island Def Jam. Infatti Ameriie nel 2009 pubblicò il suo primo album sotto etichetta Island Def Jam, intitolato In Love & War, ed è stato esclusivamente prodotto da LA Reid, direttore LG Nicholson, e anche da Amerie stessa, che lo ha descritto come un concept album. I singoli pubblicati dall'album sono stati: Why R U, "Heard 'Em All, Pretty Brown, More than Love, che la vede duettare insieme a Fabolous, ed infine Dear John pubblicato il 23 febbraio 2010.

### 2011:Cymatika Vol. 1
Nel luglio 2011, è stato confermato che Amerie sta lavorando al suo quinto album in studio, intitolato Cymatika vol. 1, e dovrebbe essere pubblicato all'inizio del 2012. Il titolo dell'album si basa sulla parola cinematica, ovvero riguarda lo studio del suono e delle vibrazioni visibili. Il primo singolo, Firestarter (Private Dancer), è in uscita nei prossimi mesi, ma è soggetto a cambiamenti.

## Discografia

### Album studio
- 2002 - All I Have
- 2005 - Touch
- 2007 - Because I Love It
- 2009 - In Love & War

### Raccolte
- 2008 - Playlist: The Very Best of Amerie

### Singoli
- 2002 - Why Don't We Fall In Love
- 2003 - Talkin' to Me
- 2003 - I'm Coming Out
- 2005 - 1 Thing
- 2005 - Touch
- 2007 - Take Control
- 2007 - Gotta Work
- 2009 - Why R U
- 2009 - Heard 'Em All (feat. Lil Wayne)
- 2009 - Pretty Brown (feat. Trey Songz)
- 2014 - What I Want
- 2015 - Out Love
- 2017 - Redrum
- 2019 - Curious
- 2019 - A Heart's for the Breaking

Come artista ospite
- 2001 - Rule (Nas feat. Amerie)
- 2003 - Paradise (LL Cool J feat. Amerie)
- 2003 - Too Much for Me (DJ Kay Slay feat. Nas, Foxy Bron, Birdman & Amerie)
- 2005 - I Don't Care (Ricky Martin feat. Fat Joe & Amerie)
- 2007 - Fly Like Me (Chingy feat. Amerie)
- 2011 - Guardian Angel (Lil' Eddie feat. Amerie)

## Filmografia

### Cinema
- Una teenager alla Casa Bianca (First Daughter), regia di Forest Whitaker (2005)

## Doppiatrici italiane
Nelle versioni in italiano delle opere in cui ha recitato, Amerie è stata doppiata da:
- Domitilla D'Amico in Una teenager alla Casa Bianca